# Rouge-Nationalpark
Der Rouge National Urban Park (englisch; französisch Parc urbain national de la Rouge) ist ein kanadischer Nationalpark in der Provinz Ontario. Der Park zieht sich in Torontos östlichem Stadtbezirk Scarborough am Rouge River entlang, weitere Teile des Parks liegen im Bereich der Städte Markham und Pickering. Das Parkgelände umfasst ein Gebiet von 62,9 km². Der Park soll eines Tages 79,1 km² groß sein und grenzt dabei teilweise an den Toronto Zoo. Er ist der erste National Urban Park in Kanada, vollständig von urbanem Gebiet umschlossen und wird vom Ontario Highway 401 passiert.
Bei dem Park handelt es sich um ein Schutzgebiet der IUCN-Kategorie V (Geschützte Landschaft/Geschütztes Marines Gebiet).
Der Nationalpark ist entstanden aus dem 1985 gegründetem Rouge Park. Bereits dieser etwa 40 km² große Park war ein stadtübergreifender Zusammenschluss von Gebieten in den drei Städten Toronto, Markham und Pickering.